# Vasilij Gontjarov
Vasilij Michajlovitj Gontjarov (ryska: Василий Михайлович Гончаров), född 1861 i Voronezj, Kejsardömet Ryssland, död 5 september (23 augusti g.s.) 1915 i Moskva, Kejsardömet Ryssland, var en rysk filmregissör och manusförfattare, en av pionjärerna inom rysk film.

## Filmografi i urval

### Regi
- 1909 - Russkaja svadba XVI stoletija [2][3]
- 1909 - Smert Ioanna Groznogo
- 1909 - Drama v Moskve
- 1909 - Mazepa
- 1909 - Pesn pro kuptsa Kalasjnikova
- 1909 - Vanka-kljutjnik
- 1909 - Vij
- 1910 - Rusalka
- 1910 - Pjotr Velikij
- 1911 - Oborona Sevastopolja
- 1911 - Evgenij Onegin
- 1912 - 1812 god